# Lampertsmühle
Lampertsmühle ist ein Ortsteil von Erfenbach, einem Stadtteil der kreisfreien Großstadt Kaiserslautern in Rheinland-Pfalz.

## Geschichte
Hervorgegangen ist die Siedlung aus dem bereits 1265 in Akten der Abtei Otterberg als Mühle erwähnten Lampertshof. Die Siedlung selbst entstand aber erst 1839.

## Wirtschaft und Infrastruktur

### Wirtschaft

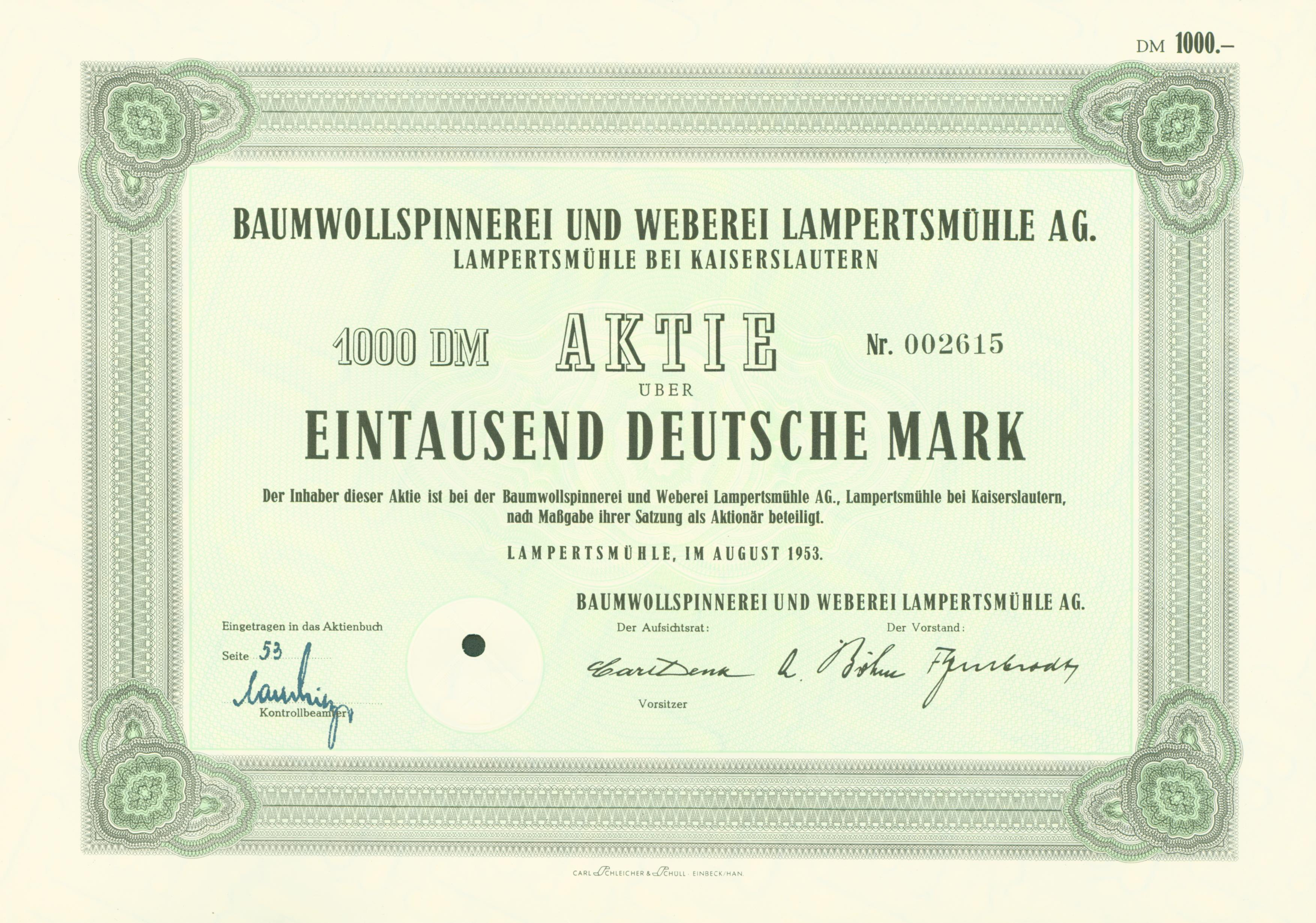
Aktie über 1000 DM der Baumwollspinnerei und Weberei Lampertsmühle AG vom August 1953

Die 1853 gegründete Baumwollspinnerei, die heutige Spinnerei Lampertsmühle, trug wesentlich zu der Entwicklung der Siedlung bei. Sie ist mit 350 Beschäftigten der wichtigste Arbeitgeber des Stadtteils, war ab 1966 eine Aktiengesellschaft (Spinnerei Lampertsmühle AG, geleitet von Fritz Jung) und heute rechtlich eine GmbH.

### Verkehr
Darüber hinaus ist die Siedlung Namensgeber für den nahe gelegenen Bahnhof Lampertsmühle-Otterbach an der Lautertalbahn, der sich jedoch bereits auf der Gemarkung der Gemeinde Otterbach befindet und früher als Eisenbahnknotenpunkt diente, da die mittlerweile stillgelegte Bachbahn sowie die Strecke nach Otterberg dort abzweigten.